# Peça Antoni Alemany Cas Palma Arena

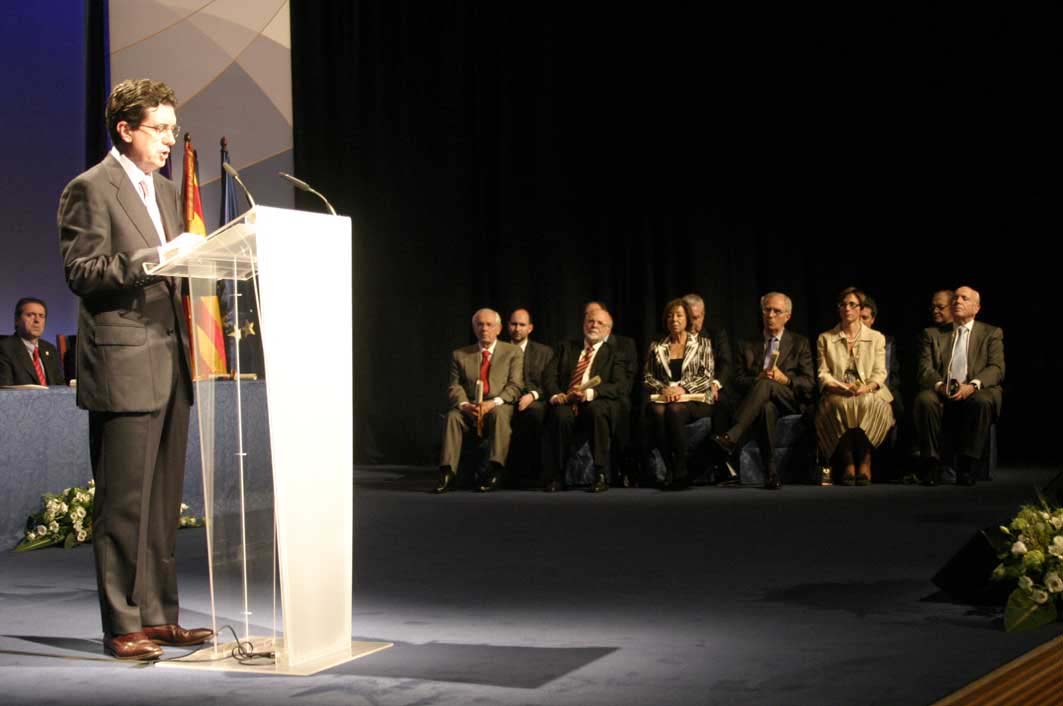
Jaume Matas en un dels seus discursos

La peça Antoni Alemany és la peça separada número 2 del Cas Palma Arena de les 27 peces en què es dividí el cas, per a una millor instrucció, donada la gran diversitat de suposats fets delictius. També s'anomena peça discursos.
Correspon al pagament de 483.186 € per l'elaboració de discursos de Jaume Matas al periodista Antoni Alemany.
La peça va ser instruïda pel Jutjat d'Instrucció núm. 3 de Palma i vista en judici oral i públic, davant la Secció Primera de l'Audiència Provincial de Palma, composta per la Il·lustríssima Presidenta Sra. Margarita Beltrán Mairata i dels Il·lms. Srs. Magistrats Juan Jiménez Vidal i la Sra. Rocío Martín Hernández. Es va dictar sentència el 19 de març de 2012 amb el número de sentència 18/12. Posteriorment, es va recórrer per part de Matas i Alemany davant el Tribunal Suprem i aquest dictà sentència el 15 de juliol de 2013
Es jutjaven els delictes de malversació de cabals públics, prevaricació administrativa, falsedat en document mercantil, falsedat en document oficial per funcionari públic, tràfic d'influències, frau en les subvencions i ús de documents mercantils falsos i els encausats eren Antoni Alemany Dezcallar, Joan Martorell Bonet, Jaume Matas Palou, Maria Umbert Cantalapiedra, Miguel Romero de la Cerda i Dulce Linares Astó així com "Consultores de Información de Baleares SL", "Nimbus Publicidad SL" i "Libbal Comunicación SL" com a responsables civils subsidiaris. Les parts acusadores foren la Comunitat Autònoma de les Illes Balears i el Ministeri Fiscal.

## Cronologia
El 10 de juliol de 2008 el Diario de Mallorca revela que la fiscalia anticorrupció ha iniciat una investigació al voltant de la construcció del Palma Arena. El velòdrom, que va costar el doble del pressupostat, situa en l'ull de l'huracà a Jaume Matas, expresident del Govern de les Illes Balears, i gran valedor de la faraònica construcció.
El 14 de novembre de 2008 el jutge José Castro Aragón, titular del jutjat número tres d'instrucció de Palma, juntament amb els fiscals anticorrupció Juan Carrau i Pedro Horrach, escruten les instal·lacions del Palma Arena durant més de quatre hores per conèixer de primera mà les deficiències de la costosa construcció
El 5 d'agost de 2009 es va practicar un registre judicial a la seu social de l'entitat de publicitat Nimbus SL a la qual es va intervenir diversa documentació comptable. El mateix dia es va registrar el Velòdrom Palma Arena i es van detenir 5 persones: Rafel Duran (exregidor d'Esports de Palma), Jorge Moisés (exgerent del Palma Arena), Miguel Romero (director de l'empresa de comunicació Nimbus), José Luis Ballester (exdirector general d'Esports del Govern Balear) i Ignacio Antonio Sánchez (arquitecte). Tot això dins l'anomenada "Operació Espasa"
El 14 d'octubre el jutge Castro cita a Jaume Matas a declarar el 23 de març de 2010 en qualitat d'imputat.
El 6 de novembre són registrats el "palauet" de Matas, situat al carrer Sant Feliu de Palma i un habitatge que l'expresident té a Madrid.
El 18 de febrer de 2010 Joan Martorell, excap de Comunicació de Matas, i el periodista Antoni Alemany, compareixen com a imputats davant el jutge instructor del cas Palma Arena que, després de diverses hores d'interrogatori, els imposa a tots dos una fiança de responsabilitat civil per valor de 250.000 euros.
L'endemà, 19 de febrer, María Umbert, cap del gabinet de Matas, compareix davant el jutge Castro com a imputada després de la declaració el dia anterior de Joan Martorell. Declarà que el 2003, Jaume Matas, aleshores president del Govern, li encarregà que arreglàs el pagament de 220 mil euros a Antoni Alemany, en concepte dels discursos que li escriuria durant tota la legislatura. Així, Maria Umbert vingué a ratificar les declaracions de Joan Martorell en el sentit que ell rebia ordres d'Umbert i de Dulce Linares pel que fa als pagaments a Antoni Alemany.
El 15 de març Dulce Linares, que va substituir Maria Umbert al capdavant del Gabinet de Matas, declarà com a imputada davant el jutge Castro. Ja havia declarat mig any abans, ja que la Fiscalia la situava com a secretària d'actes i supervisora tecnicojurídica del Govern a les reunions de la junta rectora del consorci per a la construcció del Palma Arena.
El 18 de març el jutge Castro aixeca el secret de sumari que pesava sobre aquesta peça del cas Palma Arena.
El 23 de març Jaume Matas està citat a declarar, però la seva compareixença es retarda un dia, ja que es presenten noves proves contra ell: les escoltes telefòniques. Els dies 24 i 25 de març Matas declara durant més de sis hores davant el jutge. Pel que fa a la peça número dos, l'expresident va defensar l'elecció d'Alemany, però va declarar que desconeixia els detalls de com cobrava el periodista. "No sé com se li pagava. No tinc ni idea". El president empra amb molta freqüència l'expressió, al caire de la divinitat, de "hágase" per al·ludir a la manifestació de la seva voluntat política.
Després d'escoltar la declaració de Jaume Matas, la Fiscalia Anticorrupció sol·licita presó provisional per a l'expresident eludible mitjançant el pagament d'una fiança de tres milions d'euros. A més, demana que se li retiri el passaport i que comparegui cada quinze dies al jutjat. El 30 de març el jutge Castro accedeix a la petició de la Fiscalia. Redactà un auto bastant dur contra l'expresident.
El dia anterior, el 29 de març, Jaume Matas havia demanat la baixa temporal del Partit Popular després de disset anys de militància.
El dia 6 d'abril, Matas pagà els 3 milions d'euros de fiança en efectiu, mitjançant dos avals, cosa que creà moltes preguntes sobre com va poder pagar aquesta quantitat
El 28 d'abril, Dulce Linares, cap del gabinet de Matas, denuncia davant el jutge haver patit pressions per part de l'expresident del Govern.
El 4 de juny el jutge Castro prengué declaració a dos nebots del periodista Alemany
Després dels registres en què es va obtenir diversa documentació, afegit a altres documents que va facilitar la Direcció General de Relacions Institucionals i altres testimonis i de les declaracions dels encausats i alguns testimonis, el 23 de març de 2011 es va passar de diligències prèvies a Procediment Abreviat. El Ministeri Fiscal i l'Advocada de la Comunitat Autònoma, van formular les seves conclusions provisionals, mitjançant escrits datats el 25 de març de 2011. L'advocat de l'expresident del Govern, Jaume Matas, va sol·licitar la seva lliure absolució mitjançant l'escrit de defensa. Posteriorment es va obrir judici oral que es va celebrar entre els dies 9 i 31 de gener de 2012.

### Fets provats
Segons la sentència, una vegada aconseguida la Presidència de la Comunitat Autònoma de les Illes Balears al juny de 2003, Jaume Matas va resoldre que l'autor dels seus discursos i l'assessor en les seves diverses compareixences públiques de variat calat i contingut fos Antoni Alemany, coneixedor que el seu concurs havia de proporcionar a les seves intervencions públiques una solidesa i qualitat intel·lectual des de múltiples perspectives superior a la que li podia brindar el personal del seu propi Gabinet o de la Direcció General de Comunicació, malgrat comptar amb periodistes.
La seva proposta, la va traslladar a Alemany, qui la va acceptar. Per tal de perfilar el pacte i articular administrativament, Matas va delegar aquesta comesa en el seu Cap de Gabinet, Maria Umbert Cantalapiedra, reunint-se amb aquesta finalitat aquesta i Alemany en un dinar al juliol de 2003.
Convenientment assessorada atès que Maria Umbert no tenia coneixements administratius, va exposar a Alemany que la seva contractació només era viable, bé a través d'un contracte menor, o la seva designació com a assessor del president. Examinades i valorades les implicacions i conseqüències d'un sistema i l'altre de contractació, cap d'ells va satisfer a Alemany pels inconvenients que suscitava, sigui perquè el màxim a percebre a través d'un contracte menor era el de 12.000 € anuals, sigui perquè volia seguir mantenint la seva col·laboració tant com articulista amb el diari "El Mundo/El Dia de les Balears" com la seva dedicació professional a l'entitat Consultores de Información S.L.
No arribat a cap acord futur, María Umbert i Antoni Alemany van convenir que, mentre s'elaborava una altra solució, de moment, pels seus serveis, Alemany presentaria factures, no per treballs singulars realitzats, sinó englobats en factures mensuals, per import de 2.000 €. María Umbert va traslladar al president Matas el resultat de l'entrevista. I així el 13 d'octubre de 2003, Antoni Alemany, a través de Consultores de Información, i girada contra la Conselleria de Vicepresidència del Govern de les Illes Balears, va emetre factura "Per treballs d'assessoria informativa i assistència professional en l'elaboració de discursos durant el mes d'agost de 2003", per un import total, IVA inclòs, de 2.000 €. Tot i que el mes d'agost de 2003 no consta cap discurs de Matas.
El 20 d'octubre de 2003, amb el mateix procediment i destinatari, va emetre factura "Per treballs d'assessoria informativa i assistència professional en l'elaboració de discursos durant els mesos de setembre i octubre de 2003", per un total import, IVA inclòs, de 2.000 €. El seu import va ser abonat a Consultores de Información de Baleares SL, empresa d'Antoni Alemany, mitjançant partida pressupostària del Govern de les Illes Balears.
Posteriorment, Jaume Matas, per tal de regularitzar la situació va concebre la idea d'arbitrar un concurs públic que, d'una banda, impulsés la Direcció General de Comunicació, per altra, que per la via d'urgència, permetés restringir al màxim la possible concurrència de licitadors; i finalment, que participés en ell una empresa de total confiança, a la qual se li facilitaria la màxima informació prèvia per satisfer àmpliament l'oferta, i que al seu torn fos de la confiança d'Alemany.
Així, es va avisar Antoni Alemany, al director general Joan Martorell Bonet i Miguel Romero de la Cerda (persona amb bones relacions professionals i contractuals amb Alemany). Matas li pregà que Nimbus Publicitat S.L. es presentés al concurs, tot i que explicant-li que el seu únic objecte era el de pagar Antoni Alemany, que ja estava al corrent de tot, que havia de fer aquest favor a ell i Alemany.
En data 26 d'agost de 2003, el director general de Comunicació Joan Martorell, va escriure una memòria justificativa de la necessitat de contractar, així com la seva urgència. Aconsellava la contractació d'aquest servei d'assessoria externa especialitzada en estudi de mitjans, missatges i audiència.
En el BOIB núm. 141 de l'11 d'octubre de 2003, es va publicar l'Anunci de licitació d'un contracte de consultoria i assistència d'assessorament en matèria d'informació, mitjans de comunicació i imatge corporativa del Govern de les Illes Balears amb l'autorització d'una despesa de 110.200 €.
El 20 d'octubre Nimbus presenta la seva oferta essent l'única a presentar-se, tal com estava previst i pactat. I en el BOIB del 20 de novembre de 2003 (núm. 161) es va anunciar l'adjudicació a Nimbus Publicitat S.L.
El preu, va quedar establert en 110.200 €. (IVA Inclòs), distribuït de la següent manera:
Any 2003, 13.775 €
Any 2004, 55.100 €
Any 2005, 41.325 €
El 22 de juny de 2005, acabant el termini per la renovació o no del contracte, Joan Martorell va emetre informe, on, faltant a la veritat, va indicar que el contracte amb Nimbus Publicitat SL s'estava executant satisfactòriament. Per la qual s'havia de renovar 19 mesos més, amb un import total de 87.243 €, distribuïts en les anualitats següents:
Any 2005 9.184 €
Any 2006, 55.100 €
Any 2007, 22.959 €
Tals imports, resultaven d'aplicar una comissió (pactada entre Romero i Alemany) al voltant del 5,02% (uns 198,31 €) sobre els treballs que Antoni Alemany, a través de Consultors d'Informació de Balears SL, al seu torn facturava mensualment a Nimbus Publicitat SL sota el concepte "Per diversos treballs d'assistència professional en matèries informatives", per import de 3.760 €, més 601,60 € en concepte d'IVA, fent un total de 4.361,60 €, i que era la quantitat que mensualment Nimbus Publicitat SL transferia al compte de Consultors d'Informació de Balears SL.
Per altra banda, també s'investigà un contracte menor. En data 1 de febrer de 2005, a instància d'Antoni Alemany, Joan Martorell va iniciar la tramitació del contracte menor, que tenia per objecte contractar Consultors d'Informació de Balears SL per a l'"elaboració de diverses entrevistes i reportatges per a la posterior publicació a la premsa esportiva nacional", per un import d'11.550 €.
Joan Martorell sabia perfectament que el contracte únicament responia a un desig particular d'Alemany d'incrementar els seus ingressos. En data 8 de febrer, Antoni Alemany per mediació de Consultors d'Informació de Balears S.L. presentà una factura "per elaboració d'entrevistes i reportatges per a la seva posterior publicació en la premsa esportiva nacional" per import d'11.550 €, IVA inclòs, que va ser conformada per Joan Martorell, coneixent que els treballs no s'havien dut a terme. L'import, va ser transferit al compte de l'entitat esmentada. No consta acreditat que aquesta contractació es dugués a terme a instància de Jaume Matas.
No es va trobar còpia del treball realitzat ni a cap empresa ni a l'arxiu general de la Conselleria a pesar d'haver-hi les factures i haver-se pagat. A més, la jutgessa manifesta a la sentència que és prou sabut que Alemany no és un periodista esportiu i segons la factura eren reportatges esportius. A més qualifica de temps rècord el fet que segons facturació en 4 dies hagués elaborat 4 reportatges d'alt nivell. Sumat al fet que a la facturació s'hi inclouen entrevistes per realitzar els reportatges i el mateix Alemany va negar haver-ne fet cap. A banda no consta la més mínima gestió de Martorell per tal de publicar aquests treballs a premsa nacional. Per tot això, el Tribunal conclou que no es varen arribar a realitzar tals treballs.
D'altra banda, també s'investigà una subvenció. A finals de 2005 - principis de 2006, Antoni Alemany va concebre el projecte de desenvolupar i editar un diari digital, que anava a denominar-se "libertadbalear.com", sota l'ègida de "Consultors d'Informació SL".
Es va posar en contacte amb Miguel Romero de Nimbus Publicitat SL per encarregar-se de la gestió de la publicitat del diari. Després de diverses entrevistes, aquesta entitat va declinar participar en el projecte davant la manca de viabilitat econòmica d'aquest, per l'escassíssim finançament que preveia procedent de la publicitat. Per fer-ho viable, Alemany va concebre la idea de crear una agència de notícies que després pogués nodrir periodísticament (també econòmicament) el diari digital; mes, per a aquest nou projecte, calia obtenir prèviament una subvenció. Per tal motiu, Alemany es va reunir amb Matas i Martorell explicant-los el projecte d'agència de notícies i que calia una subvenció.
I així, mitjançant escriptura pública de data 23 de març de 2006 es va constituir la mercantil "Agència Balear de Notícies S.L.". Al BOIB de l'11 de març de 2006 es va publicar la Resolució de la consellera de Relacions Institucionals de convocatòria de subvencions en matèria de mitjans de comunicació.
En data 26 de juliol de 2006, la consellera de Relacions Institucionals, va dictar Resolució per la qual concedia a l'Agència Balear de Notícies SL una subvenció de 449.734 € (sense inclusió de l'IVA) per ajudar a la creació d'una agència balear de notícies, que representava el 96,666% de l'import del projecte considerat. Els dos projectes (el diari, i l'agència) van iniciar la seva trajectòria pràcticament de manera simultània, al començament de juny de 2006.

### Retorn dels doblers
Joan Martorell, va presentar el 15 d'abril de 2010, dos avals bancaris per import conjunt de 250.000 €, per respondre de les responsabilitats civils que poguessin decretar, atenent així l'acordat en Acte de 18 de febrer de 2010, dictada per l'Instructor. En data 4 de febrer de 2011, va consignar en el compte del Jutjat d'Instrucció núm. 3 la quantitat de 1.917 €. per respondre del dany causat a l'Administració en la substanciació de l'anomenat "Contracte menor". Iniciat l'acte de judici oral en data 9 de gener de 2012, Joan Martorell va efectuar nova consignació, per import de 2.500 €. en data 23 de gener de 2012, per reparar el perjudici causat a la comunitat autònoma. Joan Martorell va reconèixer la seva participació en els fets que se li imputaven.
Miguel Romero de la Cerda, va consignar en data 28 de desembre de 2011 la quantitat de 5.000 € per respondre del dany causat a la comunitat autònoma. Miguel Romero va reconèixer la seva participació en els fets que se li imputaven.

## Condemnes
- Jaume Matas i Palou: Condemnat d'autor, per inducció, de frau a l'Administració, falsedat en document oficial, falsedat en document mercantil, i prevaricació i malversació. 5 anys, 3 mesos i 1 dia de presó, multa de 19 mesos i 15 dies, a raó d'una quota diària de 9 €; i inhabilitació de 5 anys i dia, per a qualsevol càrrec electiu, referit a l'administració pública, autonòmica, insular o municipal, així com la pèrdua dels honors i atencions protocol·làries. I condemnat d'autor de tràfic d'influències agreujat. Pena de 9 mesos i 1 dia de presó, multa en quantia de 6.000 € i, en cas d'impagament, a una responsabilitat personal subsidiària d'1 mes; inhabilitació especial per a qualsevol càrrec electiu per temps de 4 anys, 6 mesos i 1 dia.

- Antoni Alemany Dezcallar: Condemnat per prevaricació, falsedat en document oficial, falsedat en document mercantil i malversació de cabals públics. 3 anys de presó, e inhabilitació absoluta per 4 anys i 7 mesos. I condemnat per autor de tràfic d'influències agreujat. 9 mesos i dia de presó, i multa de 6.000 €. I que, en cas d'impagament, comportarà una responsabilitat personal subsidiària d'un mes de privació de llibertat.

- Joan Martorell Bonet: Condemnat per prevaricació, frau a l'administració, falsedat en document oficial, falsedat en document mercantil en concurs i malversació de cabals públics. Atenuant de confessió i de reparació del mal. Pena d'1 any i 6 mesos de presó i inhabilitació absoluta per temps de 3 anys, així com al pagament de 25/240 parts de les cotes processals.

- Miguel Romero de la Cerda: Condemnat per prevaricació, falsedat en document mercantil, frau a l'administració en concurs medial i malversació de cabals públics. Atenuants de reparació del dany i de confessió. Pena d'1 any, 1 mes i 15 dies de presó, i inhabilitació absoluta per temps de 3 anys.

- Dulce Linares Astó: Absolta de malversació i de prevaricació.

- María Umbert Cantalapiedra: Absolta de dos delictes de prevaricació i un delicte de malversació de cabals públics en continuïtat delictiva i un delicte de frau a l'Administració.

S'imposen a Jaume Matas Palou les 85/240 parts de les costes processals; a Antoni Alemany, les 65/240 parts d'aquestes; i a Joan Martorell i Miguel Romero de la Cerda, cadascun d'ells, les 25/240 parts de les costes. Es declaren d'ofici les restants costes.
Jaume Matas, Antoni Alemany, Miguel Romero de la Cerda i Joan Martorell, solidàriament indemnitzaran a la Comunitat Autònoma de les Illes Balears en la quantitat de 8.725,64 € més la de 4.591 €, en total 13.316,64 €. Sobre la quantitat de 8.725,64, respondran internament els acusats, per iguals quotes, de la quantitat de 4.591 € respondrà exclusivament Miguel Romero.
Es declara la responsabilitat civil subsidiària de les entitats Nimbus Publicitat S.L. i Consultors d'Informació de Balears S.L.
Antoni Alemany i Joan Martorell, indemnitzaran solidàriament a la Comunitat Autònoma en la quantitat d'11.550 €. Internament, respondrà exclusivament Antoni Alemany. Es declara la responsabilitat civil subsidiària de l'entitat Consultors d'Informació de Balears SL.
S'absol a les entitats Agència Balear de Notícies S.L. i Libbal Comunicació S.L. de la responsabilitat civil subsidiària demandada.

## Sentència del Tribunal Suprem
La Sala Segona de lo Penal, del Tribunal Suprem el 13 de juliol de 2013, va admetre a tràmit els recursos de cassació per infracció de preceptes constitucionals, trencament de forma i infracció de llei interposats per Jaume Matas i Palou i Antoni Alemany Dezcallar contra sentència dictada per la Secció Primera de l'Audiència Provincial de Palma a causa seguida per delictes de prevaricació, malversació de cabals públics, tràfic d'influències, frau a l'administració, falsedat en document oficial, falsedat en document mercantil.
Jaume Matas invoca vulneració del dret a la presumpció d'innocència; vulneració del dret a la proporcionalitat de les penes; vulneració del dret a la tutela judicial efectiva, vulneració del dret a un procés amb totes les garanties; infracció, per aplicació indeguda, dels articles 404, 74, 432, 436, 390, 392, 428, 28 i 65.3 del Codi Penal; error en l'apreciació de la prova basat en documents que obren en actuacions que demostren l'equivocació del jutjador sense ser contradits per altres elements probatoris; trencament de forma per falta de claredat en els fets que es declaren provats i per contradicció entre ells.
Antoni Alemany invoca vulneració del dret a la presumpció d'innocència; vulneració del dret a la tutela judicial efectiva; infracció, per aplicació indeguda, de l'article 432.1, 390 i 429 del Codi Penal; error en l'apreciació de la prova basat en documents que obren en actuacions que demostren l'equivocació del jutjador sense ser contradits per altres elements probatoris; trencament de forma per haver-se denegat diligència de prova que proposta en temps i forma es considera pertinent.
Fet l'assenyalament per a la vista, es va celebrar la mateixa i la votació prevista el dia 2 de juliol de 2013.
Segons el Tribunal Suprem, en la seva sentència de cassació, les conductes referides a l'anomenat "Cas Concurs", no són constitutives de delictes de prevaricació, malversació de cabals públics, frau a l'administració, falsedat en document oficial i falsedat en documents mercantils pel que va procedir a absoldre a tots els que van ser condemnats per aquest "Cas Concurs".
Es va negar l'existència de prova incriminatòria en relació als delictes de malversació de cabals públics, falsedat en document mercantil i prevaricació dins l'anomenat "Cas Contracte Menor".
A Jaume Matas Palou se l'absol dels delictes de frau a l'Administració, continuat de falsedat en document oficial, continuat de falsedat en document mercantil, i de prevaricació en concurs medial amb un delicte continuat de malversació, pels quals va ser condemnat a la sentència d'instància, declarant d'ofici la part de costes corresponents i deixant sense efecte totes les mesures s'haguessin adoptat amb relació a aquests delictes.
Es mantenen els pronunciaments absolutoris de la sentència d'instància i la condemna, com a autor, d'un delicte de tràfic d'influències a la pena de nou mesos i un dia de presó, multa en quantia de 6.000 euros i, en cas d'impagament, a una responsabilitat personal subsidiària d'un mes i inhabilitació especial per a qualsevol càrrec electiu per temps de quatre anys, sis mesos i un dia.
Respecte a l'acusat Antoni de Pàdua Alemany Dezcallar se l'absol dels delictes de malversació de cabals públics, falsedat en document oficial i delicte continuat de falsedat en document mercantil pels quals va ser condemnat a la sentència d'instància amb relació a l'anomenat "Cas Concurs" i així mateix se l'absol del delicte de tràfic d'influències pel qual va ser condemnat a la sentència d'instància amb relació a l'anomenat "Cas Subvenció", declarant d'ofici les costes corresponents i deixant sense efecte totes les mesures s'haguessin adoptat amb relació a aquests delictes.
Respecte a D. Antoni de Pàdua Alemany Dezcallar es mantenen els pronunciaments absolutoris de la sentència d'instància i la condemna pels delictes següents: prevaricació administrativa, malversació de cabals públics i falsedat en document mercantil amb relació a l'anomenat "Cas Contracte Menor" i així mateix es manté la condemna per delicte continuat de falsedat en document mercantil amb relació a l'anomenat "Cas Subvenció" i se substitueix la pena única que li va ser imposada per aquests delictes de 3 anys de presó i inhabilitació absoluta per temps de 4 anys i 7 mesos per la pena, també única, de dos anys, tres mesos i un dia de presó, mantenint-se la inhabilitació absoluta de quatre anys i set mesos.
Respecte a Joan Martorell Bonet, acusat no recurrent al qual s'estenen els pronunciaments favorables de la sentència de cassació, se l'absol dels delictes pels quals va ser condemnat a la sentència d'instància per l'anomenat "Cas Concurs" i es manté la condemna pels delictes de prevaricació administrativa i malversació de cabals públics per l'anomenat "Contracte menor" i se substitueix la pena única que li va ser imposada d'un any i sis mesos de presó per la també única de set mesos i un dia de presó, mantenint-se la pena d'inhabilitació absoluta per temps de 3 anys, declarant d'ofici la part de costes corresponents i deixant sense efecte totes les mesures s'haguessin adoptat en relació als delictes pels quals ha estat absolt.
Respecte a Miguel Romero de la Cerda, acusat no recurrent al qual s'estenen els pronunciaments que li siguin favorables de la sentència de cassació, se l'absol dels delictes continuats de prevaricació, continuat de falsedat en document mercantil, frau a l'administració en concurs medial amb un delicte continuat de malversació de cabals públics, pels quals va ser condemnat a la sentència d'instància, declarant d'ofici les costes corresponents i deixant sense efecte totes les mesures s'haguessin acordat respecte a ell. Quedant per tant absolt de tots els delictes pels quals va ser acusat.
I amb vista a la condemna per responsabilitat civil, únicament es manté la qual es refereix al cas "Contracte menor", havent d'indemnitzar Joan Martorell i Antoni Alemany, solidàriament, a la Comunitat Autònoma de les Illes Balears amb 11.550 euros, declarant-se la responsabilitat civil subsidiària de l'entitat Consultors d'Informació de Balears SL, deixant sense efecte la condemna al pagament de 13.316,64 euros imposada per l'anomenat "Cas Concurs".

### Vot particular
La sentència, de la qual va ser ponent Carlos Granados Pérez, comptà amb un vot particular del magistrat Alberto Jorge Barreiro. Digué discrepar amb els criteris que se seguien en la sentència de la majoria sobre la no aplicació que es fa en el present cas del tipus penal de prevaricació en el "Cas Concurs", i amb la decisió d'absoldre que s'adopta respecte als acusats en relació amb el referit delicte. I també discrepa de l'absolució pels tipus penals de falsedat en document oficial i document mercantil.
Argumenta que s'està davant el típic frau de llei mitjançant el qual s'encobreix o oculta gràcies a la normativa de cobertura d'un concurs públic i d'un contracte administratiu l'incompliment real d'una llei autonòmica que imposa un règim d'incompatibilitats. Mitjançant el contracte se simulava la prestació dels serveis d'assessoria del president i de la Comunitat per part de l'empresa Nimbus Publicitat, de Miguel Romero, al mateix temps que es dissimulava la real intervenció d'Antoni Alemany com a assessor personal, d'aquesta qui anava a obtenir les contraprestacions que anava a abonar la Comunitat Autònoma per una suma de 4.361,60 € mensuals. Per tant, segons el Magistrat Alberto Jorge, si concorren en aquest cas els elements objectius i subjectius del delicte de prevaricació previst en l'art. 404 del Codi Penal a la modalitat de continuat (art. 74), ja que els acusats actuaven sabent la manifesta il·legalitat en què incorrien.
En conseqüència, va considerar que s'hauria de ratificar la condemna pel delicte de prevaricació pel que fa a l'episodi anomenat "Cas Concurs" pel que fa als acusats condemnats. Respecte als delictes de falsedat, assegura que els informes oficials com les factures tenien un contingut falsari i lesionaven el bé jurídic tutelat per les referides normes penals. Amb això, a més d'instrumentar el frau a les normes d'incompatibilitat de la Comunitat Autònoma, s'ocultava la procedència d'uns ingressos de l'Administració autonòmica per part de l'acusat Antoni Alemany, ingressos que van aconseguir una suma de gairebé 200.000 euros durant el període de 2003 a 2007. De manera que encara que obeeixen a prestacions realment realitzades per ell s'ocultava qui era realment el beneficiari, amb la repercussió de tota índole que això tenia en el tràfic jurídic.
Pel que fa a l'absolució pel delicte de malversació de cabals públics en el "Cas Concurs" compartí la decisió absolutòria de la sentència de la majoria de la sala. Tampoc va fer cap objecció a l'absolució pel delicte de frau a l'Administració. Finalment, va compartir també el criteri de la majoria sobre la decisió adoptada sobre el "Cas Contracte Menor" i el "Cas Subvenció".

## Compliment de les penes
Donat que les condemnes menors de 2 anys es poden canviar per multes, Jaume Matas pretenia evitar complir els 9 mesos de presó pagant una multa. La defensa de Jaume Matas va demanar a l'Audiència, en la fase d'execució de la sentència, que se substituís la pena de 9 mesos acordada pel Tribunal Suprem per una multa de 6.000 euros. Abans de resoldre, l'Audiència volgué saber el parer de la resta de parts personades en el cas.
L'Audiència, en la mateixa interlocutòria, va ordenar l'ingrés a la presó en cinc dies d'Antoni Alemany. L'Audiència advertí en la seva resolució que, tot i que es pot interposar recurs de súplica contra la resolució que decreta la fermesa de la sentència i imposa determinades mesures en execució, els recursos "no suspenen ni la immediata execució del que s'ha acordat ni l'ingrés a la presó del penat", en aquest cas, Antoni Alemany. Per això li donà aquests 5 dies per ingressar voluntàriament a la presó i se li advertia que si no ho feia "es procediria a la seva recerca, detenció i ingrés a la presó".
Antoni Alemany no anà a la presó a l'espera que el govern espanyol digués si l'indultava. L'Audiència Provincial considerà que si el periodista condemnat hi entrava en aquell moment, podria esgotar la privació de llibertat sense resposta de l'executiu. La Fiscalia Anticorrupció s'havia oposat a la suspensió de la pena, però tot i així l'Audiència considerà que Alemany podia estar fora de la presó fins al pronunciament del govern. Acompanyant a la decisió, l'Audiència decretà la condició que hauria de comparèixer mensualment al jutjat de guàrdia que li pertoqui, amb l'advertència que si ho incomplia, aquest fet podria revocar la present paralització de la seva entrada a presó.
El 10 de desembre de 2013, Jaume Matas també sol·licità l'indult al Govern estatal. Encara que es va fer públic que havia estat just aquest dia que Matas havia demanat l'indult, en realitat ja havia registrat la petició dia 8 del mes anterior a la Delegació del Govern espanyol a les Illes Balears.
Al final, el Consell de Ministres decidí, l'11 de juliol de 2014, denegar l'indult tant a Jaume Matas com a Antoni Alemany, enviant-los així a la presó.
Un cop denegat l'indult total del Govern d'Espanya, l'Audiència de Palma va requerir l'ingrés a presó per a Jaume Matas i Antonio Alemany. L'expresident del govern de les Illes Balears va ingressar a la presó de Segovia el dia 28 de juliol de 2014 per complir la condemna de 9 mesos i un dia per tràfic d'influències. Antonio Alemany va al·legar problemes de salut i així va aconseguir ajornar el seu empresonament fins al mes de setembre.